# ドン戦線
ドン戦線（ロシア語: Донской фронт、ドン方面軍、もしくはドン正面軍とも）は、第二次世界大戦中（独ソ戦中期）にスターリングラード地域に設置された赤軍の方面軍級部隊である。
1942年9月30日、スターリングラード戦線の改称により設置された。ドン戦線は、第1親衛軍、第21軍、第24軍、第63軍、第66軍、第4戦車軍（10月22日から第65軍）、第16航空軍から成り、1943年1月1日から第57軍、第62軍、第64軍が配属された。
1942年10月～11月前半、戦線部隊は、スターリングラード北方を防衛し、南東戦線から再創設されたスターリングラード戦線に対する圧力を軽減させた。11月、ドン戦線は、南西戦線及びスターリングラード戦線と共に反攻に転じ、スターリングラード地区で33万の敵集団を包囲した。1943年2月2日、「コリツォー」（Кольцо）作戦を行い、包囲された敵軍を撃滅した。
1943年2月15日、2月5日付最高司令部スタフカの命令に基づき、ドン戦線は廃止され、中央戦線が設置された。

## 編制
- 第1親衛軍 - 1942年9月30日～
- 第21軍 - 1942年9月30日～
- 第24軍 - 1942年9月30日～
- 第63軍 - 1942年9月30日～
- 第66軍 - 1942年9月30日～
- 第4戦車軍 - 1942年9月30日～。10月22日から第65軍
- 第16航空軍 - 1942年9月30日～
- 第57軍 - 1943年1月1日～
- 第62軍 - 1943年1月1日～
- 第64軍 - 1943年1月1日～

## 指揮官
- 司令官：コンスタンチン・ロコソフスキー中将
- 軍事会議議員：A.ジェルトフ軍団員（1942年9月～10月）、A.キリチェンコ旅団委員（10月～12月）、K.テレギン少将（1942年12月～1943年2月）
- 参謀長：ミハイル・マリーニン少将